# أوقست نيدهارت
أوقست نيدهارت (بالألمانية: August Neidhart)‏ هو واضع كلمات الأوبرا وكاتب نمساوي، ولد في 12 مايو 1867 في فيينا في النمسا، وتوفي في 25 نوفمبر 1934 في برلين في ألمانيا.

## وصلات خارجية
- أوقست نيدهارت على موقع IMDb (الإنجليزية)
- أوقست نيدهارت على موقع ميوزك برينز (الإنجليزية)
- أوقست نيدهارت على موقع ديسكوغز (الإنجليزية)